# Djamel Haimoudi
Djamel Haimoudi (Argelia; 10 de diciembre de 1970) es un árbitro de fútbol de Argelia. Es árbitro FIFA desde el año 2004.

## Carrera en el fútbol
Djamel ha dirigido como árbitro en la Première Division, Liga de Campeones de la CAF, Supercopa de la CAF, Copa Confederación de la CAF, Copa Africana de Naciones del 2008, la clasificación para la Copa Africana de Naciones del 2008 y 2012, al igual que las eliminatorias al mundial del 2006 y 2010, y varios partidos amistosos internacionales.
En la Copa Mundial de Fútbol Sub-20 de 2011, pitó los partidos Australia vs. Ecuador y México vs. Inglaterra de la primera fase, en octavos de final pitó el partido Portugal vs. Guatemala.